# Rugby Mogliano 2012-2013

## Rosa
Fonte rosa e statistiche giocatori: It's Rugby

## Eccellenza 2012-13

### Stagione regolare
| Incontro                 | Andata | Ritorno |
| ------------------------ | ------ | ------- |
| Mogliano — Viadana       | 11-26  | 9-13    |
| L’Aquila — Mogliano      | 15-16  | 5-64    |
| Mogliano — Reggio Emilia | 25-11  | 32-15   |
| Fiamme Oro — Mogliano    | 8-42   | 23-35   |
| Mogliano — Rovigo        | 15-29  | 16-13   |
| Calvisano — Mogliano     | 30-8   | 15-15   |
| Mogliano — Crociati      | 46-3   | 43-8    |
| San Donà — Mogliano      | 3-8    | 17-40   |
| Mogliano — S.S. Lazio    | 20-3   | 32-24   |
| I Cavalieri — Mogliano   | 33-3   | 24-30   |
| Mogliano — Petrarca      | 16-11  | 3-36    |

#### Risultati della stagione regolare
| Posizione | G  | V  | N | P | PF  | PS  | DP   | B | Pt |
| --------- | -- | -- | - | - | --- | --- | ---- | - | -- |
| 4ª        | 22 | 15 | 1 | 6 | 529 | 365 | +164 | 9 | 71 |

### Fase finale
| Turno | Incontro               | Andata | Ritorno |
| ----- | ---------------------- | ------ | ------- |
| SF    | Mogliano — Viadana     | 18-8   | 6-13    |
| F     | I Cavalieri — Mogliano | 11-16  | 11-16   |

## European Challenge Cup 2012-13

### Prima fase

#### Girone 3
| Incontro                | Andata | Ritorno |
| ----------------------- | ------ | ------- |
| Bayonne — Mogliano      | 71-7   | 54-0    |
| Mogliano — London Wasps | 12-59  | 7-71    |
| Mogliano — Newport G.D. | 0-33   | 3-53    |

#### Risultati del girone 3
| Posizione | G | V | N | P | PF | PS  | DP   | B | Pt |
| --------- | - | - | - | - | -- | --- | ---- | - | -- |
| 4ª        | 6 | 0 | 0 | 6 | 29 | 341 | -312 | 0 | 0  |

## Verdetti
- Mogliano campione d’Italia 2012-2013
- Mogliano qualificato alla European Challenge Cup 2013-2014